# سفارة لبنان في واشنطن العاصمة
سفارة لبنان في الولايات المتحدة هي التمثيلية الرسمية وسفارة لبنان في الولايات المتحدة.

## مقالات ذات صلة
- سفارة الكويت في واشنطن العاصمة
- سفارة البحرين في واشنطن العاصمة
- سفارة تركيا في واشنطن العاصمة